# Schneider-Trophy

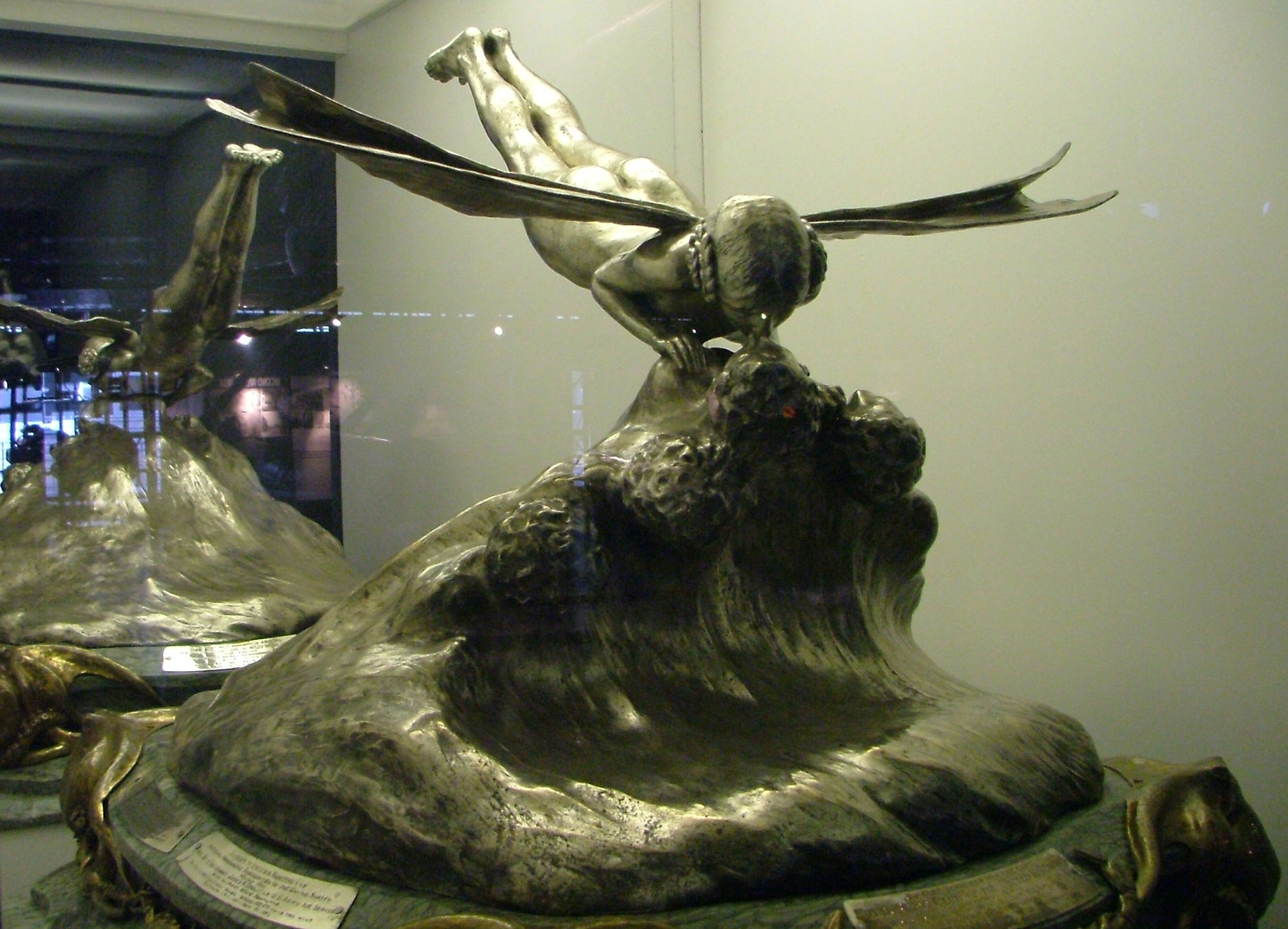
Die Schneider-Trophy im Science Museum in London, 2004

Die Schneider-Trophy – offizielle Bezeichnung „Coupe d’Aviation Maritime Jacques Schneider“, auch Schneider Cup (Schneider-Pokal) genannt – war ein Rennen für Wasserflugzeuge. Es wurde 1912 durch den Franzosen Jacques Schneider, einen Ballonfahrer und Flugzeugliebhaber, ins Leben gerufen.
Ursprünglich vorgesehen, um die technische Entwicklung im Bereich der zivilen Luftfahrt zu fördern, entwickelte sich der Cup in der Folgezeit schnell zu einem Wettbewerb, an dem ausschließlich für Rennzwecke entwickelte Maschinen teilnahmen.
Teilweise wurden die Veranstaltungen, die auf einem Dreieckskurs von anfangs 280 km, später 350 km, stattfanden, von über 200.000 Zuschauern beobachtet.
Die Regeln des Schneider Cups sahen vor, dass ein Luftsportverein, der drei Rennen innerhalb von fünf Jahren für sich entscheiden konnte, den Pokal behalten durfte; der Pilot erhielt ein Preisgeld in Höhe von 75.000 französischen Franc.
Jedes Rennen wurde in dem Land ausgerichtet, aus dem der Vorjahresgewinner stammte.
Ausrichter war zusammen mit dem Vorjahresgewinnerland die Fédération Aéronautique Internationale.
Die teilnehmenden Vereine durften bis zu drei Piloten mit der gleichen Anzahl an Ersatzstartern stellen.

## Chronik der Rennen

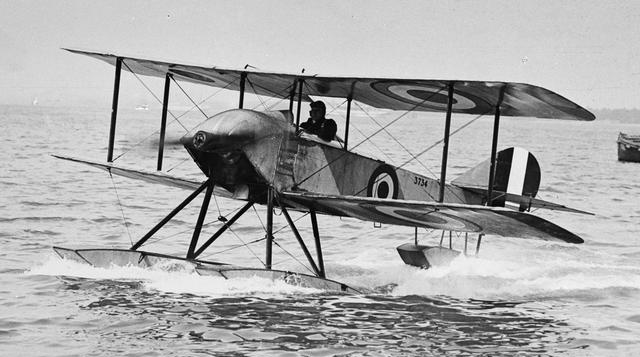
Gewinner der Trophy 1914

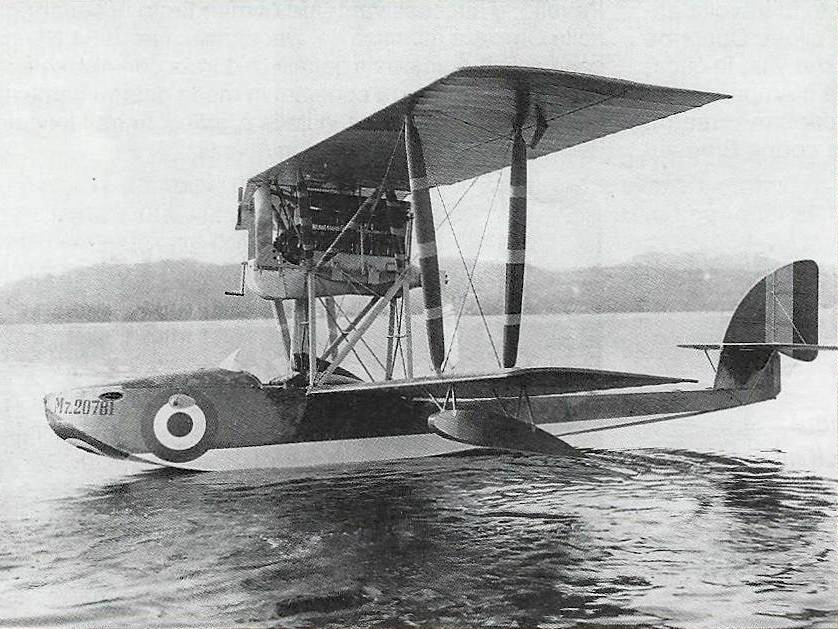
Gewinner der Trophy 1921

| Jahr | Ort                          | Siegerflugzeug          | Nationalität   | Pilot                | Durchschnittsgeschwindigkeit |
| ---- | ---------------------------- | ----------------------- | -------------- | -------------------- | ---------------------------- |
| 1913 | Monaco                       | Deperdussin Monocoque   | Frankreich     | Maurice Prevost      | 73,56 km/h                   |
| 1914 | Monaco                       | Sopwith Tabloid         | Großbritannien | Howard Pixton        | 139,74 km/h                  |
| 1920 | Venedig, Italien             | Savoia S.12             | Italien        | Luigi Bologna        | 170,54 km/h                  |
| 1921 | Venedig, Italien             | Macchi M.7bis           | Italien        | Giovanni de Briganti | 189,66 km/h                  |
| 1922 | Neapel, Italien              | Supermarine Sea Lion II | Großbritannien | Henri Biard          | 234,51 km/h                  |
| 1923 | Cowes, Großbritannien        | Curtiss CR-3            | USA            | David Rittenhouse    | 285,29 km/h                  |
| 1925 | Baltimore, USA               | Curtiss R3C-2           | USA            | James Doolittle      | 374,28 km/h                  |
| 1926 | Hampton Roads, USA           | Macchi M.39             | Italien        | Mario de Bernardi    | 396,69 km/h                  |
| 1927 | Venedig, Italien             | Supermarine S.5         | Großbritannien | Sidney Webster       | 453,28 km/h                  |
| 1929 | Calshot Spit, Großbritannien | Supermarine S.6         | Großbritannien | Richard Waghorn      | 528,89 km/h                  |
| 1931 | Calshot Spit, Großbritannien | Supermarine S.6B        | Großbritannien | John Boothman        | 547,31 km/h                  |

## Trainingsunfälle
Im Gegensatz zu den Wettbewerben, bei denen es keine schweren Unfälle gab, verunglückten bei den Vorbereitungen von 1923 bis 1931 zehn Piloten tödlich.